# Alleyway
Alleyway est un jeu vidéo de casse-briques développé par Nintendo et Intelligent Systems sur Game Boy. C'est un clone de Breakout et un des premiers jeux développés pour la Game Boy.
Le jeu a d'abord été lancé au Japon en 1989, puis quelques mois plus tard en Amérique du Nord. Il sort en Europe en 1990.
Alleyway est téléchargeable pour la console virtuelle de la Nintendo 3DS européenne depuis le 7 juin 2011, figurant ainsi parmi les premiers jeux disponibles au lancement de l'eShop 3DS en Europe.
Le nom Alleyway renvoie, dans le jeu, aux portes à travers lesquelles passe le vaisseau du joueur. Bien qu'Alleyway soit un clone de Breakout, il amène de nouvelles fonctions, comme des changements de décors, des niveaux bonus, et des obstacles dans les derniers niveaux. Les premières versions de la boîte du jeu présentaient un protagoniste non identifiable, tandis que des versions internationales alternatives utilisent Mario. La communication autour de la sortie du jeu est limitée, et celui-ci reçoit des notes faibles à moyennes de la part des critiques, qui le comparent à des jeux comme Arkanoid.

## Système de jeu
L’objectif d’Alleyway est de détruire toutes les briques de chaque niveau en utilisant une balle et une sorte de raquette, sans perdre la balle en la laissant tomber au bas de l’écran, comme dans Breakout,. La vitesse de la raquette peut être ajustée à l’aide des boutons A et B de la console lors des déplacements de celle-ci, qui se font horizontalement à une hauteur fixée . Au début de chaque nouvelle vie, le joueur peut repositionner la raquette avant de relâcher la balle et de recommencer à jouer. La balle s’échappe alors toujours avec un angle de 45° au-dessus de la raquette, dirigée vers son center. Le joueur commence le jeu avec cinq vies représentées par les raquettes (qui figurent dans le jeu son vaisseau). À chaque fois qu’il perd une balle au bas de l’écran, une raquette est retirée, et la balle est relancée.
Le jeu se termine lorsque le joueur a perdu toutes ses raquettes. Une raquette supplémentaire est obtenu à chaque fois que 1000 points sont gagnés, jusqu’à ce que 10 000 points soient gagnés. Le joueur peut avoir jusqu’à neuf raquettes simultanément. Le jeu ne dispose pas d’une fonction Continuer, mais le meilleur score reste enregistré jusqu’à ce que le jeu soit redémarré, ou la console éteinte. Comme il n’y a pas pile de sauvegarde, ni de système de mot de passe, Alleyway doit être fini en une session sur la Game Boy. Lors du portage du jeu sur la console virtuelle de la Nintendo 3DS, la sauvegarde au cours du jeu est ajoutée, ce qui permet de recharger une partie en cours de jeu.

### Comportement de la balle
La balle se déplace seulement à des angles de 15°, 30°, ou 45° . Si la balle rencontre une brique, la brique disparaît et la balle rebondit dans une direction différente, avec le même angle. La vitesse de la balle dépend du type de la brique rencontrée : les briques grises et noires augmentent sa vitesse, tandis que les briques blanches et les briques carrées indestructibles ne la modifient pas . Un effet sonore propre à chaque élément est joué lorsque la balle les heurte : les murs produisent le son le plus grave, et les briques noires le plus aigu.
La direction et la vitesse de la balle peuvent être contrôlés via la vitesse de la raquette et le point de contact sur celle-ci. Un changement de direction au moment où la balle rencontre la raquette est appelé technique de snap, et renvoie la balle vers le haut en augmentant sa vitesse. Bouger la raquette rapidement dans la direction opposée à celle de la balle renvoie la balle dans la même direction que la raquette, avec un angle de 15°. Si le joueur touche la balle avec le corps de la raquette avant que celle-ci tombe en bas de l’écran, elle est renvoyée dans la zone de jeu ; cependant, si la balle rencontre un coin de la raquette, elle est perdue.
La balle d’Alleyway ne peut pas être prise dans un système de rebonds infinis. À chaque fois que la balle commence à ricocher entre des objets comme le plafond, des briques indestructibles ou la raquette elle-même, sa vitesse change aléatoire après le second cycle de collisions, ce qui résulte en un angle légèrement modifié, selon sa trajectoire courante, et provoque donc une rupture de la boucle.

### Niveaux
Le jeu présente 24 niveaux, reposant sur 8 motifs de blocs répartis en groupes de trois. Tous les trois niveaux, le joueur accède à un niveau bonus, ce qui monte le nombre total de niveaux à 32. La plupart des niveaux suit une conception générique, mais un groupe représente la tête de Mario à côté des raquettes restantes. Le joueur passe au niveau suivant lorsque toutes les briques sont détruites ; la même disposition de briques apparaît, mais les briques se comportent différemment. Tous les deuxièmes niveaux sont des niveaux à blocs défilants où les briques bougent de gauche à droite ; tous les troisièmes niveaux sont à blocs descendants où les briques descendent de la hauteur d’une brique par à-coups, plus rapidement lorsque la balle rebondit depuis la raquette. Chaque portion de brique en dessous d’une hauteur de dix briques au-dessus de la raquette est automatiquement retirée, elle ne peut donc pas gêner les mouvements du joueur, mais ne contribuent pas non plus à son score.
Au fur et à mesure de la progression du joueur dans les différentes dispositions, de nouveaux éléments sont ajoutés au système de jeu. Après le quatrième niveau, si la balle touche le plafond, la taille de la raquette est divisée par deux jusqu’à ce que la zone de jeu soit nettoyée, ou la balle perdue. À partir de ce moment, les variantes de chaque troisième niveau contiennent des briques cachées au-dessus du plafond, qui descendent progressivement, dans une disposition similaire à celles du niveau. Le même motif doit donc être joué deux fois. Dans les derniers niveaux, les briques de chaque deuxième niveau peuvent bouger à des vitesses ou dans des directions différentes. Après le douzième niveau, des briques indestructibles sont incorporées dans les dispositions des briques.
Les niveaux bonus sont basés sur différents personnages ou éléments de Super Mario Bros., comme la Plante Piranha, Goomba, ou Bowser. Contrairement aux niveaux normaux, la balle détruit les briques sans rebondir dessus, et le contact avec le plafond n’affecte pas la taille de la raquette. Ces niveaux sont les seuls à proposer une musique durant le jeu, et ne peuvent pas être mis en pause. Un chronomètre est présent à chaque niveau bonus : le décompte commence à 95 et est décrémenté de 5 pour chaque niveau bonus précédemment complété. Quand il arrive à 0, la balle est perdue (aucune vie n’est retirée dans ce cas) ou toutes les briques sont détruites, et le niveau bonus se termine. Détruire toutes les briques avant la fin du temps permet de récolter des points bonus supplémentaires, qui dépendent du niveau. Une fois le niveau bonus passé, la disposition des briques change et le déroulement normal des niveaux reprend. À la fin du dernier niveau bonus, le joueur accède à un écran de félicitations inspiré du jeuMario Bros.. Le jeu recommence alors au premier niveau, ce qui permet de jouer indéfiniment.

### Scores
Le joueur gagne des points en détruisant les briques, en fonction de leur couleur : un point pour les blanches et trois pour les noires. Le joueur gagne des points supplémentaires en réussissant les niveaux bonus, entre 500 points pour le premier niveau bonus et 1500 pour chacun des cinq derniers. Le score du joueur est enregistré jusqu’à l’extinction de la console.
Le jeu affiche seulement quatre chiffres du score du joueur, mais il peut s’élever jusqu’à 65535. Les scores à partir de 10,000 sont affichés à l’aide d’une combinaison d’icônes et de nombres. Par tranche de 10 000 points, une icône de Super Mario Bros. apparaît sous le score chiffré : pour 10 000 points, une Fleur de Feu, un champignon pour 20 000 points et une étoile pour 30 000 points et plus. Le jeu ne change plus d’icône au-delà de 30 000 points, le score maximal indiqué est donc de 39 999. Cependant, le score maximal de 65 535 est affiché sous la forme de 35 535. Une fois le score maximal atteint, il peut repartir à zéro seulement si le joueur finit un niveau bonus, et cela n’affecte pas le score enregistré.

## Développement
Inspiré des jeux de casse-briques d’arcade classiques comme Breakout et Arkanoid, Alleyway est proposé au lancement de la Game Boy en 1989 au Japon et en Amérique du Nord, avec Super Mario Land, Baseball, et Tetris pour l’Amérique du Nord seulement. Le jeu sort deux mois avant Tetris à cause de conflits judiciaires entre Nintendo et Tengen pour les droits de Tetris. Le 6 juin 2011, le jeu sort pour le lancement de la Nintendo 3DS sur la Console virtuelle (en distribution dématérialisée). Il est d’abord disponible au Japon, puis en Amérique du Nord un an plus tard.
Alleyway est une des premières apparitions de Mario sur Game Boy, avec Super Mario Land, bien que la jaquette originale et la cartouche présentent un personnage non identifié en tenue spatiale pilotant la raquette. Pour la sortie internationale, la boîte du jeu montre Mario aux commandes, mais ni le manuel ni l’arrière de la boîte ne mentionnent la présence de la mascotte de Nintendo dans le jeu. L’aperçu du jeu par Nintendo Power ne note pas la présence de Mario dans le jeu, à part le motif des briques en forme de Mario dans le premier niveau bonus. La confirmation officielle de l’identité de Mario comme pilote arrive seulement en 1990 avec la revue du jeu par Club Nintendo pour la sortie de la version européenne du jeu.
Quelques années plus tard, le concepteur de jeux Gunpei Yokoi utilisera le code source d’Alleyway (comme le comportement de la raquette et le moteur physique) pour Kirby's Block Ball sur Game Boy, avec l’équipe de Shigeru Miyamoto. Alleyway est également disponible au téléchargement sur la Nintendo Power et occupe une case mémoire sur celle-ci.
La communication autour du titre dans les publications de Nintendo occupait jusqu’à un tiers de page présentant des articles,. Les publicités pour Alleyway étaient groupés avec celles pour la Game Boy et les autres jeux pour cette console,. Après la première sortie, un encart de deux pages paraît dans le Super Game Boy Nintendo Strategy Guide joint à la Super Game Boy, et délivre des conseils et les codes couleurs pour le jeu.

## Réception
En dépit des bonnes ventes d’Alleyway après sa sortie, il ne ressort pas dans le cadre de Nintendo Selects, et les avis sur le jeu sont pour la plupart mitigés ou négatifs. Mean Machines donne au jeu la note de 33 %, lui reprochant sa répétitivité : « cette variante n’a pas grand chose de plus à offrir que l’original [Breakout] ». L’équipe du magazine ajoute « une fois que vous aurez achevé quelques niveaux, vous serez profondément ennuyés » et compare le jeu à son modèle, Arkanoid, en ce qui concerne le manque de bonus en jeu dans Alleyway. L’équipe de Electronic Gaming Monthly donne aussi son avis sur le jeu, avec quatre critiques différentes donnant au jeu les notes de 6/10, 6/10, 5/10, et 3/10. Les quatre auteurs le comparent à Arkanoid et se plaignent du manque d’apport par rapport au format de Breakout. GamesRadar+ partage ce sentiment dans la critique de la version pour 3DS, leur spécialiste Nathan Meunier accordant au jeu la note de 5/10 et notant « Alleyway n’était déjà pas si alléchant lors de sa première sortie, et il pâlit toujours en comparaison avec d’autres jeux dans la même gamme de prix ». Il ajoute que le jeu semble parfois « haïr » le joueur, de par sa difficulté, même si l’ajout des sauvegardes «apaise un peu l’amertume de la défaite» . Darran Jones de Retro Gamer écrit «déjà pitoyable en 1989», notant les niveaux fades et le manque de bonus en jeu par rapport à Arkanoid, et expliquant que de nombreux clones étaient plus performants.
Tous les retours sur le jeu n’ont pas été si négatifs : les deux contributeurs de Electronic Gaming Monthly qui accordent au jeu de bonnes notes déclarent qu’ils ont trouvé le design parfait pour la Game Boy, l’un d’eux ajoutant « C’est aussi un très bon jeu qui combine de nouvelles fonctionnalités […] avec le thème original du casse-briques » et concluant « Alleyway est un bon jeu — mais un peu long ». Le magazine allemand Power Play donne au jeu la note de 48 %, tout en vantant la variété des niveaux du jeu. Le livre Rules of Play aborde le jeu comme un exemple d’amélioration du design sur une mécanique de jeu basique, citant l’inclusion de différents effets sonores pour les collisions de la balle comme un moyen d’encourager le joueur à détruire les briques, et les niveaux variés comme « bien faits » et «donnant au joueur un élément de découverte supplémentaire dans l’expérience globale». AllGame note qu’au-delà la simplicité et la variété, « Alleyway est sympathique à jouer », ajoutant que ce genre de jeux « se jouent toujours bien sur la Game Boy ».